# Monte Innes-Taylor
Il Monte Innes-Taylor (in lingua inglese: Mount Innes-Taylor) è una montagna antartica, alta 2.730 m, situata sul fianco sud del Ghiacciaio Poulter, 1,6 km a nord del Monte Saltonstall, nei Monti della Regina Maud, in Antartide.   
Fu scoperto nel dicembre 1934 dal gruppo geologico guidato da Quin Blackburn, che faceva parte della seconda spedizione antartica dell'esploratore polare statunitense Byrd.
La denominazione fu assegnata dallo stesso Byrd in onore del capitano Alan Innes-Taylor, responsabile delle operazioni di trasporto della spedizione.